# Protonpomp

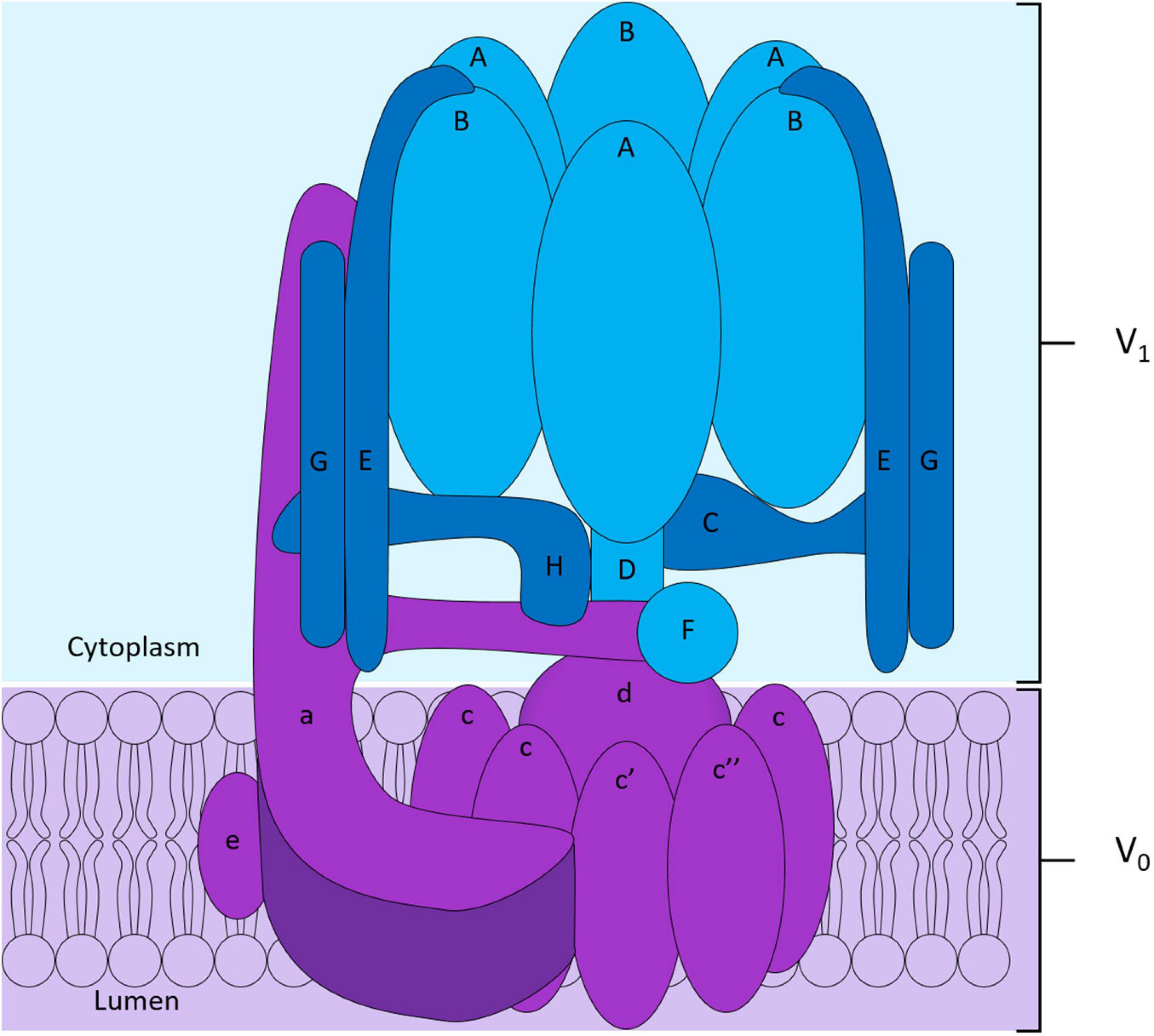
Vacuolar-ATPase protonpomp

Een protonpomp, ook wel waterstofpomp, is een eiwit dat in het celmembraan voorkomt. De functie van een protonpomp is  protonen, H+-ionen, via actief transport door te laten, waardoor ergens een verhoogde zuurgraad ontstaat. Dit gebeurt bijvoorbeeld in de maag, waar maagwandcellen, met behulp van protonpompen, protonen uitscheiden en zo het milieu in de maag zuur houden.
De proton- of waterstofpomp maakt gebruik van twee transmembranaire eiwitten. Het eerste pompt protonen actief uit de cel en maakt hierbij gebruik van energierijke moleculen of energie resulterend uit de fotosynthese. Hierdoor is de concentratie van protonen buiten de cel hoger dan in de cel. Er is geen osmose van de protonen terug de cel in, omdat de celwand voor protonen impermeabel is.
Door middel van het tweede transmembranair proteïne zullen er actief protonen in de cel worden gepompt. Deze worden gekoppeld aan de productie van ATP in de cel. Het nettoresultaat is het gebruik van energie voor de productie van ATP, een energiebron die de cel voor verschillende processen gebruikt. De koppeling van de protonenpomp aan de ATP-synthese wordt chemiosmose genoemd en is zorgt voor de productie van bijna alle moleculen ATP uit voedsel of fotosynthese.
De protonpomp kan door geneesmiddel, door protonpompremmers worden stilgelegd.